# Oberonia brunnea
Oberonia brunnea är en orkidéart som beskrevs av Rudolf Schlechter. Oberonia brunnea ingår i släktet Oberonia och familjen orkidéer. Inga underarter finns listade i Catalogue of Life.